# Gueorgui Timochenko
Pour les articles homonymes, voir Timochenko.
Gueorgui Timochenko est un joueur d'échecs soviétique puis ukrainien né le 1er juin 1966 à Kiev.

## Biographie et carrière
Timochenko remporta le championnat de Moscou en 1988, battant lors du départage Alekseï Kouzmine et Sergueï Gorelov. L'année suivante, il finit deuxième de l'Open GMA de Mosccou. En 1990, il remporta le championnat open du Canada.
Timochenko obtint le titre de grand maître international en 1994. Il remporta l'open d'Úbeda en 1998 et l'open de Manhattan en 1999.
En 2001, il finit 1er-9e du championnat international de Paris.
Timochenko finit sixième du championnat d'Europe d'échecs individuel de 2001. Lors du Championnat du monde de la Fédération internationale des échecs 2001-2002, il fut éliminé au premier tour par le Bulgare Aleksander Delchev.